# Ota Kramář
Ota Kramář, vlastním jménem Otto Kramář (25. dubna 1922, Praha – 16. října 1971, tamtéž) byl český redaktor, scenárista a spisovatel, autor populárně naučných a dobrodružných knih pro děti a mládež.

## Vydané knihy
- Hmatající paprsky – radar, Pamir, Praha 1946, populárně naučná kniha.
- Vysoko jako oni, Pamir, Praha 1947, dobrodružná povídka pro chlapce, odehrávající se za druhé světové války v Anglii.
- Kluci v povětří, Pamir, Praha 1947, dobrodružný román pro chlapce.
- A pluli na západ, Brněnský tisk, Brno 1949, čtení o největším mořeplavci dějin Kryštofovi Kolumbovi.
- Vysoko jako oni, Růže, České Budějovice 1970.
- Smrt dovede čekat, příloha deníku Svobodné slovo.